# Monferrato
Monferrato je pahorkatina a historický geografický region v Piemontu, v severozápadní Itálii. Leží východně od Turína, v provinciích Alessandria a Asti. Zvlněná, kopcovitá krajina je významná z hlediska zemědělství a je známá zejména pěstováním vinné révy (vinařská krajina Piemontu, jejíž je Monferrato součástí, je součástí světového kulturního dědictví UNESCO). Jedním z hlavních center je město Asti.

## Geografie
Oblast má rozlohu 1 800 km². Řeka Tanaro rozděluje Monferrato na dvě části, geograficky se rozlišují celkem tři části.
- Basso Monferrato (Nízký Monferrat)
- Monferrato Astigiano (Astický Monferrat)
- Alto Monferrato (Vysoký Monferrat)

Basso Monferrato se rozkládá mezi řekou Pádem a řekou Tanaro. Oblast je charakteristická zvlněnou kopcovitou krajinou s nadmořskou výškou do 400 m, vyjma nejvyššího bodu Sacro Monte di Crea (455 m). Tato část zahrnuje většinu provincie Alessandria. Hlavním centrem Nízkého Monferratu je Casale Monferrato. Monferrato Astigiano leží jihovýchodně od řeky Tanaro a většina oblasti se nachází v provincii Asti. Krajinu tvoří kopcovitá krajina, nejvyšší vrch Albugnano má 549 m. Hlavním centrem mikroregionu je Asti. Alto Monferrato leží nejjižněji. Terén se již zvyšuje a dosahuje až k Ligurským Apeninám. Hlavním centrem je město Acqui Terme.

## Vinařské oblasti
Nejznámější vinařskou oblastí v Monferratu je Langhe. K nejúspěšnějším vínům této oblasti náleží Barolo a Barbaresco, které se získávají z révy Nebbiolo. Náleží k nejjemnějším italským červeným vínům. Druhou hlavní vinařskou oblastí v regionu je Asti. Pěstuje se zde především odrůda vinné révy Barbera.